# Église Saint-Denis de Chaussoy-Epagny
L'église Saint-Denis de Chaussoy-Epagny est une église catholique située sur le territoire de la commune de Chaussoy-Epagny, dans le département de la Somme, en France, au sud d'Amiens.

## Historique
La première mention de l'existence de l'église de Chaussoy-Epagny date de 1105. C'est dans la seconde moitié du XIIe siècle que l'église fut reconstruite hors du village, en pleine campagne. Le clocher-porche fut édifié ainsi que les trois premières travées de la nef au XVIe siècle, dans les années 1540-1560. L'église est protégée au titre des monuments historiques depuis son inscription par arrêté du 12 août 1993.

## Caractéristiques
L'église a été construite en pierre calcaire des carrières d'Épagny et de La Faloise. Du monument médiéval subsiste le chœur de deux travées à chevet plat du XIIIe siècle dont les fenêtres sont en tiers point et la corniche à modillons figurés de masques humains, rosaces et motifs géométriques et la première travée de la nef à la jonction avec le chœur. Au XVIe siècle une partie de la nef a été reconstruite en style gothique flamboyant. Le clocher-porche de la façade occidentale porte la date de 1559.
L'église conserve également de cette époque des objets mobiliers classés Monument historique comme un retable polychrome offert en 1546 par Valeran Lecaron lieutenant de la seigneurie d'Epagny.